# 밀주꾼들
《밀주꾼들》(핀란드어: Salaviinanpolttajat 살라비난폴타야트[*])은 1907년 핀란드에서 개봉한 영화이다. 핀란드 역사상 최초의 극영화였으며, 동시에 러시아 제국 최초의 극영화였다. 제작자는 칼 에밀 스톨베리였고, 감독은 루이 스파레였다.
필름과 대본은 모두 소실되어 현재 전하지 않는다.:59 다만 그 줄거리는 제작 관여자들의 회고록 및 당대 신문기사나 광고지를 통해 가늠해볼 수 있다.:36 1907년 5월 29일자 『헬싱인 사노마트』 기사에서는 줄거리를 다음과 같이 전하고 있다.:55
| “ | 두 명의 밀주꾼이 황무지 한가운데서 밀주통을 벌려놓고 비밀리에 매우 조용히 밀주를 증류한다. 돼지들까지 잡아다가 먹어가면서 술을 내린다. 증류가 끝나자 그들의 지인인 불량배가 밀주를 사러 온다. 불량배는 밀주를 맛보더니 술을 사고는 밀주꾼 친구들과 카드놀음을 한다. 하지만 불량배가 노름을 사기로 쳤다는 것이 밝혀지면서 싸움이 벌어지는데, 불청객인 경찰이 현장을 덮친다. 그들의 밀주는 모두 증거품으로 압류된다. | ” |